# Ksar Kerchaou
Ksar Kerchaou, Ksar Khirchaou ou Ksar Kerchaw est un ksar de Tunisie situé dans le village de Kerchaou rattaché au gouvernorat de Tataouine.

## Localisation
Le ksar situé dans la plaine de la Djeffara est devenu le centre du village agricole de Kerchaou.

## Histoire
La fondation du ksar est située vers 1910 selon Kamel Laroussi.

## Aménagement
Le ksar de forme rectangulaire (environ 100 mètres sur 80) compte 110 ghorfas bien entretenues, réparties sur un étage (17 sur deux étages) et souvent utilisées comme boutiques au nord-ouest de l'ensemble. La cour est plantée de plusieurs eucalyptus.
Le marché du vendredi a lieu dans la cour.